# Arctophila (zweefvlieg)
Arctophila is een geslacht van vliegen uit de familie van de zweefvliegen (Syrphidae).

## Soorten
- A. bequaerti (Herve-Bazin, 1913)
- A. bombiforme (Fallen, 1810)
- A. flagrans (Osten Sacken, 1875)
- A. harveyi (Osburn, 1908)
- A. superbiens (Muller, 1776)